# روجر نكودو دانغ
 روجر نكودو دانغ ولد في 6 نوفمبر 1963 في فانغ بيكانج الأولى، هو سياسي كاميروني. أصبح رئيسًا لبرلمان عموم أفريقيا في عام 2015. في 27 مايو 2015، حصل على 85 صوتًا  ليتم انتخابه خلفًا للرئيس السابق بيثيل ننيميكا أمادي. دانغ هو أيضًا عضو في الجمعية الوطنية للكاميرون.

## المسار المهني
دانغ هو دبلوماسي عن طريق التدريب. تحت رئاسة العمادي من 2012 إلى 2015، شغل منصب النائب الأول لرئيس برلمان عموم أفريقيا، الذي يمثل منطقة وسط أفريقيا.
خلال عملية ترشيح الحركة الديمقراطية للشعب الكاميروني (CPDM) لعام 2013 للهيئة التشريعية الكاميرونية، تم استبعاد القائمة التي قادها نكودو دانغ في البداية لصالح قائمة جان كلود بيكولو مبانغ. ومع ذلك، فإن عمل نكودو دانغ في برلمان عموم أفريقيا سمح له بالتفكير في أن يصبح رئيسًا. قررت الحركة، تحت ضغط من كافاي يغيي جبريل، رئيس الجمعية، استبعاد قائمة بيكولو مبانغ وإعادة تأهيل قائمة نكودو دانغ. في الانتخابات عاد نكودو دانغ إلى مقعده في الجمعية الوطنية.
نكودو دانغ هو عضو في جماعة يبيكولو العرقية.